# Ernst Gruson
Ernst Friedrich Ludwig Gruson (* 10. März 1869 in Halberstadt; † 4. Januar 1962 in Quedlinburg) war ein deutscher Generalmajor.

## Leben
Gruson war der Sohn eines preußischen Premierleutnants, der als Kompanieführer während des Deutsch-Französischen Krieges bei der Schlacht von Gravelotte gefallen war.
Er trat nach dem Abitur am 1. April 1889 als Fahnenjunker in das 4. Magdeburgische Infanterie-Regiment Nr. 67 der Preußischen Armee ein. Im April 1897 wurde Gruson in das 10. Lothringische Infanterie-Regiment Nr. 174 versetzt und nach seiner Beförderung am 10. September 1890 zum Premierleutnant als Adjutant des I. Bataillons verwendet. Er absolvierte dann von Oktober 1899 bis Juli 1902 die Preußische Kriegsakademie. Am 10. April 1906 erfolgte mit seiner Beförderung zum Hauptmann die gleichzeitige Ernennung zum Kompaniechef. Diese Stellung hatte Gruson auch nach seiner Versetzung am 1. Oktober 1912 in das 5. Hannoversche Infanterie-Regiment Nr. 165 inne.
Mit Ausbruch des Ersten Weltkriegs rückte Gruson als Chef der 12. Kompanie seines Regiments zunächst in das neutrale Belgien ein und nahm an den Kämpfen, die zur Eroberung von Lüttich führten, teil. Dabei gelang es ihm, den belgischen General und Gouverneur Gérard Leman im Fort Loncin gefangen zu nehmen. Er kämpfte im Anschluss in den Schlachten an der Sette, bei Mons und Le Cateau. Am 1. September 1914 wurde Gruson zum Kommandeur des III. Bataillons ernannt sowie vier Tage später zum Major befördert. Ende des Monats wurde er bei den Kämpfen an der Aisne durch eine Gewehrkugel, die den rechten Unterarm durchschlug, verwundet. Im weiteren Verlauf des Krieges wurde Gruson am 30. März 1917 zum Kommandeur des 4. Thüringischen Infanterie-Regiments Nr. 72 ernannt und für seine Leistungen am 6. Juni 1918 mit der höchsten preußischen Tapferkeitsauszeichnung, dem Orden Pour le Mérite ausgezeichnet.
Nach dem Waffenstillstand von Compiègne führte er sein Regiment in die Heimat zurück, wo es ab 24. Dezember 1918 in Torgau demobilisiert wurde. Gruson wurde daraufhin am 10. Januar 1919 in das 5. Hannoversche Infanterie-Regiment Nr. 165 versetzt, dem er bereits vor dem Krieg angehört hatte. Nachdem auch dieses Regiment demobilisiert worden war, stellte Gruson durch das ehemalige III. Bataillon das nach ihm benannte Freiwilligen-Bataillon Gruson auf. Mit dem Freikorps nahm er im Sommer an der Kämpfen gegen die Spartakisten in Chemnitz teil. Anschließend wurde es als III. Bataillon in das Reichswehr-Schützen-Regiment 8 der Vorläufigen Reichswehr eingegliedert. Zum 1. Januar 1920 folgte Grusons Ernennung zum Leiter der Verbindungsstelle Dresden der Heeres-Friedens-Kommission. In dieser Funktion wurde er am 30. November 1920 mit RDA vom 1. Oktober 1920 zum Oberstleutnant befördert.
Am 1. April 1922 wurde Gruson mit dem Charakter als Oberst und der Erlaubnis zum Tragen der Uniform des 4. Thüringischen Infanterie-Regiments Nr. 72 aus dem aktiven Dienst verabschiedet. Er erhielt am 27. August 1939, dem sogenannten Tannenbergtag, den Charakter als Generalmajor der Wehrmacht (Tannenberg-General).
Gruson lebte zuletzt in Quedlinburg, in der so genannten Villa Mummental, die zu dieser Zeit als Grusonsche Villa bezeichnet wurde.

## Familie
Gruson war mit Elisabeth Marie Helene, geb. Vogler (1873–1949) verheiratet. Ihre gemeinsame Tochter Rose Marguerite (1896–1985) heiratete 1920 den späteren Vizeadmiral der Kriegsmarine Walter Lohmann.